# Tarsiná
Tarsiná (Tarsina) är en ort i Grekland.   Den ligger i prefekturen Nomós Korinthías och regionen Peloponnesos, i den sydöstra delen av landet, 80 km väster om huvudstaden Aten. Tarsiná ligger 123 meter över havet och antalet invånare är 374.
Terrängen runt Tarsiná är kuperad åt sydväst, men åt nordost är den platt. En vik av havet är nära Tarsiná åt nordost.Runt Tarsiná är det ganska tätbefolkat, med 96 invånare per kvadratkilometer. Närmaste större samhälle är Korinth, 17,7 km öster om Tarsiná. Trakten runt Tarsiná består till största delen av jordbruksmark.